# Román (película de 2018)
Román es una película de Argentina filmada en colores dirigida por Eduardo Meneghelli sobre el guion de Gabriel Medina y Pablo Medina que se estrenó el 31 de mayo de 2018 y que tuvo como actores principales a Gabriel Peralta, Carlos Portaluppi, Nazareno Casero y Aylin Prandi.

## Sinopsis
Román es un policía de calle, de vida tranquila y sin aspiraciones de ascender. Hace entrenamiento físico y le gusta la pesca. Su actitud cambia cuando se entera de que un amigo está por ser despojado de su casa por un pastor religioso con cuya esposa Román mantiene una relación clandestina, y que su compañero está involucrado en negocios turbios por orden del comisario.

## Reparto
Participaron del filme los siguientes intérpretes:
- Gabriel Peralta...Roman
- Carlos Portaluppi...	Marcos
- Nazareno Casero...Lucas
- Aylin Prandi...Helena
- Horacio Roca...	José Puertas
- Arnaldo André...	Comisario
- Carlos Zárate...	Albino
- Milton de Negro...	Recepcionista gimnasio
- Lorenzo Meneghelli...	Pibe calle
- Valeria Barone...Madre pibe calle
- Sol Ricci...	Piba calle
- Álvaro Carrera...	Librero
- Agustín Corsi	...	Cajero restaurante
- Abigail Blanco...	Niña restaurante
- Jonatan Gutowsky...	Hombre golpeador
- Myriam Álvarez	...	Mujer golpeada
- Robertino Grosso...	Custodio Helena
- Diego Argüelles	...	Mozo bar
- Bendita Berlin...	Madre J. Puertas
- Iván Steinhardt	...	Pastor templo
- José Escobar...	Oficial polígono
- Carlos Donigiani	...Hombre casa velatoria
- Maximiliano D'Arco...	Empleado templo
- Marcelo Vilaro...Médico hospital
- Leonel Hucalo...	Niño parque
- Ana Nieves Ventura...	Madre niño
- Maite Etchebehere...	Adolescente ruta
- Pablo Rodríguez...Custodio Marcos 1
- Germán Basso...	Custodio Marcos 2

## Comentarios
Santiago Balestra en el sitio altopeli.com dijo:

”…un conflicto dramático que arranca recién a la mitad, chato desarrollo de personajes, diálogos completamente carentes de subtexto al igual que excesivamente informativos y, desde luego, repetidas incoherencias....Arnaldo André, Horacio Roca, Carlos Portaluppi y Nazareno Casero...hacen lo que pueden con un material que no les da matices para trabajar…Sin embargo, sus labores resultan dignas si la comparamos con la del actor protagonista: a Gabriel Peralta se lo nota acartonado en sus movimientos, mientras que sus líneas de dialogo parecen recitadas de memoria, casi sin sentimiento....prolijo trabajo de fotografía, rico en sombras y contrastes, y una dirección artística donde destaca el balance entre la calidez y la frialdad. Pero cuando el guion y algunas actuaciones no funcionan, los más altos valores de producción no alcanzan para salvar las debilidades narrativas.”

Diego Batlle en el sitio otroscines.com opinó:

” El problema de esta ópera prima -casi como una suerte de reverso de Un maldito policía… es que ni ese proceso psicológico ni mucho menos el de los personajes secundarios (completamente desperdiciados buenos intérpretes…) tiene el más mínimo interés, justificación y rigor. La puesta en escena es pobre, hay escenas que no aportan nada… las actuaciones son torpes, los diálogos suenan artificiales y los efectos de sonido resultan irritantes. Un thriller sin climas, sin profundidad y sin alma, pero con muchos lugares comunes.”

Diego Curubeto en Ámbito Financiero escribió:

”… este policía, interpretado por Gabi Peralta, anda todo el día con cara de traste. Es más, casi se podría decir que a lo largo de toda la película el protagonista solo ofrece una expresión y media en sus gestos minimalistas. Evidentemente no es culpa del actor, ya que la dirección es la encargada de que un film que apenas excede la hora de duración se haga más largo que "El Padrino II"...Y lo peor de todo tal vez sea el mensaje de justicia por la propia mano de este olvidable "Román".